# Márton Kropkó
Márton Kropkó (Budapest, 2005) es un deportista húngaro que compite en acuatlón. Ganó dos medallas en el Campeonato Mundial de Acuatlón, bronce en 2022 y oro en 2025.

## Palmarés internacional
| Campeonato Mundial | Campeonato Mundial   | Campeonato Mundial | Campeonato Mundial |
| Año                | Lugar                | Medalla            | Prueba             |
| ------------------ | -------------------- | ------------------ | ------------------ |
| 2022               | Šamorín (Eslovaquia) | Medalla de bronce  | Individual         |
| 2025               | Pontevedra (España)  | Medalla de oro     | Individual         |